# Leander Vyvey
 (mai 2024).
La mise en forme du texte ne suit pas les recommandations de Wikipédia : il faut le « wikifier ».
Les points d'amélioration suivants sont les cas les plus fréquents. Le détail des points à revoir est peut-être précisé sur la page de discussion.
- Les titres sont pré-formatés par le logiciel. Ils ne sont ni en capitales, ni en gras.
- Le texte ne doit pas être écrit en capitales (les noms de famille non plus), ni en gras, ni en italique, ni en « petit »…
- Le gras n'est utilisé que pour surligner le titre de l'article dans l'introduction, une seule fois.
- L'italique est rarement utilisé : mots en langue étrangère, titres d'œuvres, noms de bateaux, etc.
- Les citations ne sont pas en italique mais en corps de texte normal. Elles sont entourées par des guillemets français : « et ».
- Les listes à puces sont à éviter, des paragraphes rédigés étant largement préférés. Les tableaux sont à réserver à la présentation de données structurées (résultats, etc.).
- Les appels de note de bas de page (petits chiffres en exposant, introduits par l'outil «  Source ») sont à placer entre la fin de phrase et le point final[comme ça].
- Les liens internes (vers d'autres articles de Wikipédia) sont à choisir avec parcimonie. Créez des liens vers des articles approfondissant le sujet. Les termes génériques sans rapport avec le sujet sont à éviter, ainsi que les répétitions de liens vers un même terme.
- Les liens externes sont à placer uniquement dans une section « Liens externes », à la fin de l'article. Ces liens sont à choisir avec parcimonie suivant les règles définies. Si un lien sert de source à l'article, son insertion dans le texte est à faire par les notes de bas de page.
- La présentation des références doit suivre les conventions bibliographiques. Il est recommandé d'utiliser les modèles {{Ouvrage}}, {{Chapitre}}, {{Article}}, {{Lien web}} et/ou {{Bibliographie}}. Le mode d'édition visuel peut mettre en forme automatiquement les références.
- Insérer une infobox (cadre d'informations à droite) n'est pas obligatoire pour parachever la mise en page.

Pour une aide détaillée, merci de consulter Aide:Wikification.
Si vous pensez que ces points ont été résolus, vous pouvez retirer ce bandeau et améliorer la mise en forme d'un autre article.

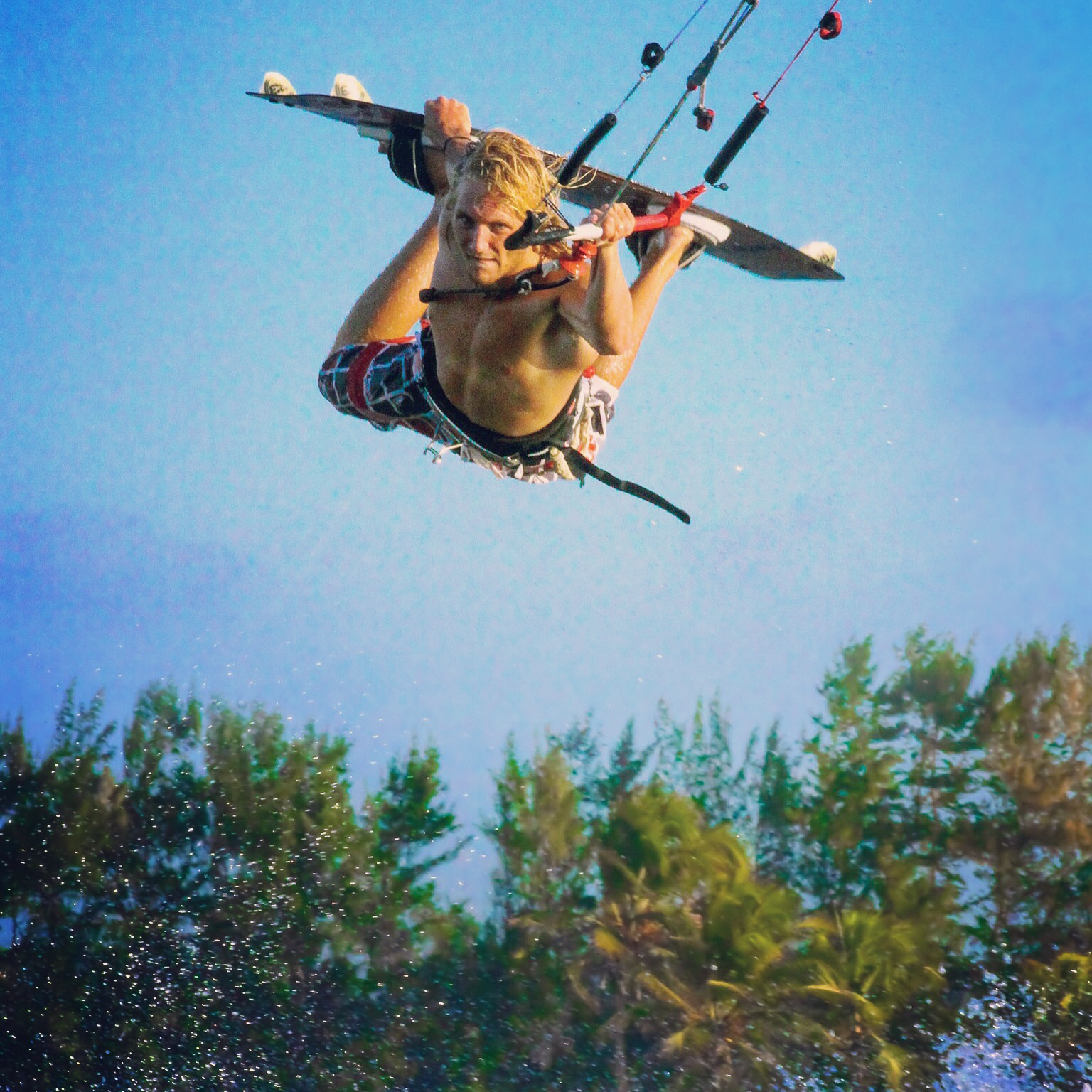
Astuce de kitesurf

Leander Vyvey, né le 21 décembre 1989 à Gand, en Belgique, est un acteur belge et ancien kitesurfeur professionnel.

## Biographie

### Kitesurf
Vyvey commence à pratiquer le kitesurf en 2002 à Nieuport,. Bien qu'il n'ait initialement pas prévu de devenir un kitesurfeur professionnel, sa carrière prend un tournant inattendu lorsqu'il a commence à participer à des compétitions, progressant rapidement dans les classements. Vyvey remporte le titre de champion de Belgique à quatre reprises et est vice-champion du monde lors du Kiteboard Pro World Tour en 2008 et 2009. Il gagne également plusieurs médailles lors des championnats du monde et remporte la Coupe du monde en Italie en 2008. De plus, il est élu sportif de l'année à Nieuport.
Leander subit plusieurs accidents lors de ses sessions de kitesurf. En 2007, il est accidenté à Big Bay, en Afrique du Sud, nécessitant une hospitalisation. En 2009, alors qu’il s’entraînae à Maui (Hawaï), il subit un accident en mer mais parvient à regagner la côte malgré une blessure à l'épaule. En 2012, Leander est découvert inconscient sur la plage après avoir chuté et s'être blessé au cou.

### Acteur
Après sa carrière en kitesurf, Leander s'oriente vers le théâtre, étudiant d'abord à Madrid puis au Drama Studio de Londres. Il poursuit ensuite ses études à The Second City à Chicago, et fait ses débuts d'acteur en 2016 dans le long métrage Rescue Under Fire. Depuis, Leander joue dans diverses pièces de théâtre, films et séries télévisées, dont FBI: International et Mijn Slechtste Beste Vriendin. Son rôle le plus notable est celui de Lukas dans la série germano-britannique Then You Run.

## Vie privée

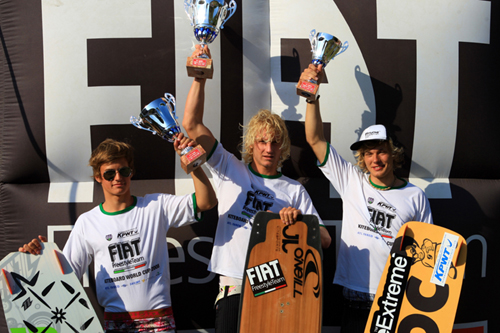
Podium coup du monde Italy 2008

Vyvey n'est pas marié et n'a pas d'enfants. Il maîtrise l'anglais, le néerlandais, le français, l'espagnol et l'allemand. Leander participe à diverses initiatives caritatives et collabore avec des organisations œuvrant pour la protection des océans.

## Filmographie

### Films
- 2016 : Rescue Under Fire : ?
- 2017 : Zona Hostíl : Soldado Norris
- 2017 : Queens : Baron de Montigny
- 2017 : Every Next Day : Greg
- 2019 : Alors ma grand-mère est lesbienne ! : Stuart MacDonald
- 2019 : Cheating Charlie : Mielke
- 2020 : Hanna : Vandervelde
- 2021 : Before We Die : Ami
- 2021 : Professeur T : Jonathan Fell
- 2021 : FBI : International : Kristian Hess
- 2021 : La Chica de los Cigarrillos : Inconnu
- 2021 : Mijn Slechtste Beste Vriendin : Guillaume Gerbauts
- 2022 : The Window : Tim
- 2024 : Le dernier front : Peer Schultz

### Séries télévisées
- ? : FBI: International : ?
- 2022 : Then You Run : Lucas